# NGC 7295
NGC 7295 (NGC 7296) je otvoreni skup u zviježđu Gušterici. Naknadno je utvrđeno da je NGC 7296 isti skup.

## Vanjske poveznice
- (engl.) SEDS: NGC 7295
- (engl.) Hartmut Frommert: Revidirani Novi opći katalog
- (engl.) Izvangalaktička baza podataka NASA-e i IPAC-a
- (engl.) Astronomska baza podataka SIMBAD
- (engl.) VizieR
- DSS-ova slika NGC 7295  Arhivirana inačica izvorne stranice od 26. ožujka 2016. (Wayback Machine)
- (engl.) Auke Slotegraaf: NGC 7295 Deep Sky Observer's Companion
- (engl.) Courtney Seligman: Objekti Novog općeg kataloga: NGC 7250 - 7299